# Ginger (expérience)
Pour les articles homonymes, voir Ginger.
GINGER (de l'anglais Gyroscopes in General Relativity) est un projet d'expérience, basé sur réseau de gyrolasers à anneau de grande dimension, et visant à tester les effets de la relativité générale sur la Terre, tels les effets de Sitter et Lense-Thirring, et la violation de Lorentz.

## Initiative
Le projet GINGER a été proposé en 2011.

## Cofinancement
Le projet GINGER est cofinancé par l'Institut national de géophysique et de volcanologie (INGV) et l'Institut national de physique nucléaire (INFN) dans le cadre de l'Observatoire souterrain de géophysique du Gran Sasso (UGGS).